# Alexander Ludwig
Alexander Ludwig (født 30. juni 1993) er en dansk fodboldspiller, der spiller i forsvaret i AC Horsens.

## Karriere
Alexander Ludwig startede med at spille fodbold i Fremad Amager i 1998, hvorefter han skiftede til Tårnby BK i 2005.
Som 15-årig flyttede han til Ikast som kontraktspiller på fodboldakademiet i FC Midtjylland, hvor han startede den 1. juli 2008. Han debuterede den 30. april 2011 som 17 årig i Superligaen for FC Midtjylland i kampen mod AaB, som FC Midtjylland tabte med 2-0.

### Hjørring IF / Vendsyssel F.F.
Ludwig skiftede i slutningen af juli 2012 til FC Hjørring.
Vendsyssel F.F. forsøgte at forlænge kontrakten med Ludwig efter to sæsoner i klubben, men i sidste ende valgte Ludwig at takke nej til tilbuddet i sommeren 2014. Det var ved kontraktudløb bejlere fra både Superligaen og toppen af 1. division.

### HB Køge
Den 22. juni 2014 blev det offentliggjort, at Ludwig skiftede til HB Køge, hvor han skrev under på en treårig kontrakt. Han blev i november 2016 kåret som årets spiller i HB Køge i år, efter han havde spillet 34 ud af 36 kampe for HB Køge i 2016.

### AC Horsens (2017-2018)
Efter en god 2016-17-sæson i 1. division i HB Køge skiftede han op imod 2017-18-sæsonen til AC Horsens og dermed en tilværelse i Superligaen. Han skrev under på en toårig kontrakt gældende frem til sommeren 2019.
Ludwig fik sin debut i Superligaen for AC Horsens den 14. juli 2017 i en kamp mod AGF, som AC Horsens vandt 1-2 ude, hvor han startede inde og spillede alle 90 minutter. Han spillede i løbet af 2017-18-sæsonen alle sæsonens 36 kampe med fuld spilletid i alle. Han scorede sit første mål til 1-0 for AC Horsens den 8. september 2017 i en 2-2-hjemmekamp mod FC Nordsjælland. Sit andet mål scorede han den 27. april 2018 til 1-0 i et 2-3-nederlag hjemme til FC København.

### Odense Boldklub
Han spillede dog kun en enkelt sæson i AC Horsens, for den 12. juni 2018 blev det offentliggjort, at Ludwig var blevet solgt fra AC Horsens til  Odense Boldklub. Han skrev under på en fireåirg aftale gældende frem til sommeren 2022.
Ifølge sportsdirektør i Odense Boldklub var der andre spillere i august 2019, der var foran i køen om spilletid. Det udmærkede sig i blot to kampe af fem i starten af 2019-20-sæsonen - en kamp som som en del af startopstillingen samt en kamp som indskiftet spiller. Samlet set nåede han at spille 29 kampe og score et mål for Odense Boldklub.

### Retur til AC Horsens (2019-)
I midten af august 2019 skitede Ludwig tilbage til AC Horsens som erstatning for Sivert Heltne Nilsen. Kontrakten havde en varighed frem til sommeren 2023.